# Just när mitt mod vill sjunka
Just när mitt mod vill sjunka är en psalm med text och musik från 1900 av J Bruce Evans. Texten översattes till svenska 1922 av Paul Ongman.

## Publikation
- Segertoner 1988 som nr 581 under rubriken "Att leva av tro - Prövning - kamp - seger".[1]

### Fotnoter
1. 1 2  Heinerborg, Karl-Erik; Lennart Jernestrand (1988). Segertoner melodisångbok. Stockholm: Förlaget Filadelfia. Libris 911558